# 조안 코플랜드

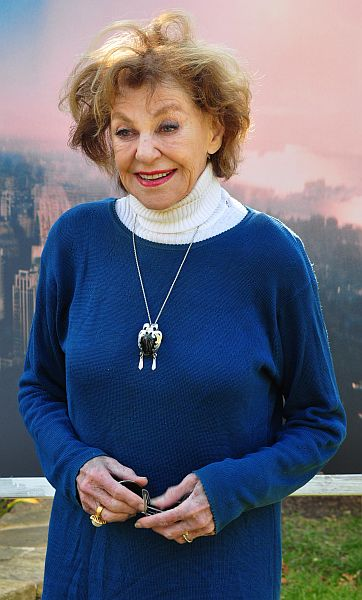

조안 코프랜드(Joan Copeland, 1922년 6월 1일~2022년 1월 4일)는 미국의 텔레비전 배우, 영화배우, 연극 배우이다.
뉴욕 출신이며, 극작가 아서 밀러의 여동생이다.

## 영화
- 피파 리의 특별한 로맨스(2009년)
- 브라더 베어(2003년)
- 세바스찬 콜의 모험(1998년)
- 피스메이커(1997년)
- 법과 질서(1990년)
- 흑백 살인(1990년)
- 미궁 속의 알리바이(1989년)
- 해피 뉴 이어(1987년)
- 뉴욕 소나타(1980년) - 리타 역
- 원 라이프 투 리브(1968년)
- 미드 오브 나잇(1959년)
- 여신(1958년)
- 애즈 더 월드 턴즈(1956년)